# バリア＝ブンタウFC
ホーチミン・シティFC（英語: Ho Chi Minh City Football Club、ベトナム語: Câu lạc bộ bóng đá Thành phố Hồ Chí Minh、略称：HCMC FC）は、ベトナム・ホーチミン市バリアにホームを置くサッカークラブである。

## 歴史
1991年に創設されたものの1997年から活動を中断。
2006年、若手選手育成のための4ヵ年計画が地方人民委員会によって承認され、U-15チームを結成して活動を再開し、ナショナルフットボールサードリーグ（4部）に参戦した。2008年、不動産開発会社デベロップメント・インベストメント・コンストラクション (DIC Corp) がスポンサーとなってDICバリア＝ブンタウFCに改名。2010年にナショナルフットボールセカンドリーグ（3部）に昇格する。再びバリア＝ブンタウFCに戻った2012年にナショナルフットボールセカンドリーグで優勝したものの、資金難のためにVリーグ2に参戦することなく同年に解散した。
2017年9月15日、運営会社のバリア＝ブンタウ・フットボールJSCが設立されてバリア＝ブンタウFCが正式に再興された。当時ホーチミン・シティFC(HCMC FC)の暫定会長を務めていたレ・コン・ビンがコンサルタントとして支援することになり、HCMC FCのメインスポンサーであるビンミングループも支援に加わった。また、タイのサイアム・セメント・グループがユニフォームの胸スポンサーとなったほか、ホームスタジアムの命名権も取得してSCGバリア・スタジアムとした。
BRVT FCは10月に開催されたナショナルフットボールサードリーグに参戦して翌年のセカンドリーグへ昇格を決めた。2018年はナショナルフットボールセカンドリーグのファイナルラウンドで敗退するものの、2019年は同リーグで優勝してVリーグ2初昇格を果たす。
Vリーグ2昇格1年目となる2020年シーズンはCOVID-19パンデミックのため、シーズン途中で上位6クラブと下位6クラブでグループを分割するスプリット方式が導入され、前半戦は首位で終了したものの、後半戦は2位でVリーグ1昇格を逃した。

## 獲得タイトル
- ナショナルフットボールサードリーグ:
  - 優勝 (2): 2009, 2017

- ナショナルフットボールセカンドリーグ:
  - 優勝 (2): 2012, 2019

- Vリーグ2:
  - 2位 (1): 2020